# 汾陽光二
汾陽 光二（かわみなみ みつじ、1876年〈明治9年〉5月27日 - 1938年〈昭和13年〉10月31日）は、日本の陸軍軍人、政治家。最終階級は陸軍中将。位階勲等功級は正四位勲二等功五級。

## 経歴・人物
現在の鹿児島市新屋敷町で鹿児島県士族・汾陽光輝の次男として生まれ、先代の光清の養子となり、1877年（明治10年）に家督を相続する。陸軍幼年学校を経て、1896年（明治29年）に陸軍士官学校第8期卒業。
1897年（明治30年）6月に陸軍歩兵少尉・歩兵第39連隊大隊長、1900年（明治33年）に歩兵第11旅団副官を経て、1904年（明治37年）に歩兵第13連隊中隊長として日露戦争に従軍。
日露戦争の後は、1912年（大正元年）9月に本職を免じられ名古屋陸軍地方幼年学校長、1916年（大正5年）1月に陸軍歩兵中佐・歩兵第33連隊附、1917年（大正6年）8月に本職を免じられ桑名連隊区司令官、1919年（大正8年）7月に陸軍歩兵大佐を経て、1920年（大正9年）8月に歩兵第36連隊長（第9師団、歩兵第6旅団）に任官。連隊長としてシベリアに出征し、ザバイカル方面での作戦に参加した。
その後、1923年（大正12年）8月に陸軍少将・第11師団司令部附、1924年（大正13年）12月に歩兵第27旅団長、1928年（昭和3年）8月に陸軍中将・由良要塞司令官を経て、1929年（昭和4年）8月1日に待命、同月31日に予備役に編入した。
退役後は、三重県桑名郡桑名町長や三重県町村長会長などを歴任した。

## 栄典
- 1897年（明治30年）10月15日 - 正八位[7]
- 1899年（明治32年）12月26日 - 従七位[8]
- 1923年（大正12年）11月20日 - 正五位
- 1928年（昭和3年）9月1日 - 従四位[9]
- 1929年（昭和4年）9月30日 - 正四位[10]

## 親族
- 父・汾陽光輝 ‐ 薩摩藩士[11]
- 妻・虎 ‐ 橋口直右衛門の長女。東京府立第三高女卒。[11]
- 次男：汾陽光文（陸士42期、陸大54期、陸軍中佐で終戦。戦後は保安隊航空学校長、航空自衛隊術科教育集団初代司令、防衛庁統合幕僚学校初代校長等を歴任。空将で退官。1974年死去）[12]。妻は糸園和三郎の妹[11]。
- 長女：良子 ‐ 木佐木久（陸軍少将）の妻[13]。宇都宮高等女学校卒。